# Langues de l'Empire byzantin
Différentes langues ont été parlées et écrites dans les territoires de l'Empire romain d'Orient (Empire byzantin) tout au long de ses mille ans d'histoire. Certaines ont évolué, d'autres ont disparu, beaucoup ont laissé des documents écrits, toutes sont mentionnées dans les sources.

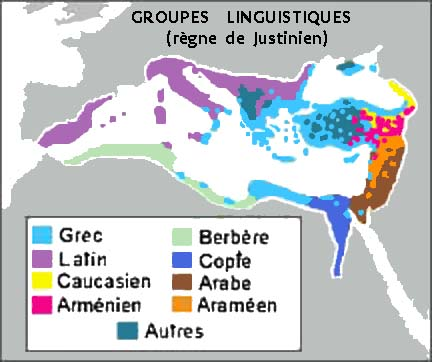
Les langues populaires parlées dans l'Empire à l'époque de Justinien Ier. Les langues « autres » sont l'illyrien, le thrace, le phrygien, l'isaurien, le cappadocien et, en Crimée, l'alain et le gotique. Le grec démotique et, en occident (Italie byzantine, Espagne byzantine, exarchat de Carthage), le latin étaient les langues de communication entre tous.

## Langues savantes
L'Empire a connu deux langues de communication : le latin populaire et le grec médiéval (Μεσαιωνική Ελληνική). Le latin est progressivement abandonné des élites vers le VIIe siècle, mais évolue en langues romanes italiques en Italie romaine et balkaniques dans le bassin du bas-Danube. Compris par presque tous, le grec médiéval se généralise en Orient, où les lettrés écrivent et savent s'exprimer aussi en koinè, langue grecque de l'époque hellénistique, devenue depuis littéraire et savante. L'Église d'Orient utilise d'abord le grec liturgique (Ακολουθιακή Ελληνική), puis également, dans les Balkans, le slavon liturgique, avec l'alphabet cyrillique créé pour les Slaves par Cyrille et Méthode. En Anatolie, l'Église utilise le grec liturgique et l'arménien, dont l'alphabet est inspiré à la fois du grec et de l'araméen.
Mais ses populations et ses différentes confessions s'expriment en bien d'autres langues encore, qui pour la plupart ont eu une littérature et ont contribué à véhiculer les contes, légendes, connaissances et débats d'idées de leur temps,,,,.

## Langues populaires

### Grec populaire
À Constantinople, sur les côtes de la péninsule des Balkans et de l'Anatolie, en Calabre, à l'est de la Sicile et dans toutes les îles de la Méditerranée orientale, le grec populaire (Μεσαιωνική δημοτική), issu de la koinè attique, a toujours dominé, mais avec des variantes : italique (Κατωιταλιώτικα) en Calabre et Sicile, hélladique dans les Balkans, autour de l'Égée et de la Propontide, micrasiatique en Anatolie centrale et méridionale, notique en Cyrénaïque et en Égypte. 
À ces variantes, il faut ajouter deux dialectes à traits doriens également issus de la koinè : le pontique autour du Pont Euxin et le tsakonien dans le Péloponnèse. 
Les linguistes hellénistes discutent pour savoir si les variétés actuelles du grec moderne proviennent des variétés médiévales (ce qui suppose une continuité de peuplement grec sur place, hypothèse dominante dans l'historiographie grecque) ou uniquement du Μεσαιωνική δημοτική (« grec populaire ») hélladique (ce qui suppose un repeuplement plus moderne à partir de la Grèce, hypothèse dominante dans l'historiographie turque). 
Les démographes soulignent que l'une n'exclut pas l'autre, car sous la pression des évènements militaires, économiques et environnementaux, les déplacements de populations n'ont pas cessé au long de l'histoire, sans que les nouveaux venus fassent nécessairement disparaître les peuplements antérieurs (et leurs parlers). 
Après l'installation progressive des turcs en Anatolie au XIe siècle, un dialecte gréco-turc, le Καππαδοκική Ελληνική / Kappadokikế Ellênikế (cappadocien) se développa dans le Sultanat de Roum, dont le nom signifie « sultanat du pays des Romains », et que l'on appelle aussi « sultanat d'Icônion » et, en Turquie : « sultanat seldjouk de Konya »,.

### Langues anatoliennes, iraniennes, thraces et illyriennes
Ce sont des langues indo-européennes parlées dans l'intérieur des Balkans et de l'Anatolie. Dans les Balkans (qui ne s'appellent pas encore ainsi : le mot balkan signifiant « rocheux-glissant » est turc), on parle des langues thraces et illyriennes qui évoluent ultérieurement soit en dialectes albanais (guègue, tosque), soit, par romanisation, en dialectes valaques au nord de la ligne Jireček, et, par hellénisation, en dialectes grecs au sud de celle-ci. 
Dans l'intérieur de l'Anatolie, outre les nombreux îlots grecs des villes, on parle plusieurs langues indo-européennes comme le phrygien, le thynien ou le bithynien (des langues thraces), des parlers issus des anciens isaurien et cappadocien (langues indo-européennes que les Kurdes actuels revendiquent comme relevant du proto-kurde, mais que les linguistes classent dans la famille anatolienne, et non dans la famille iranienne dont est issu le kurde). 
Il ne faut pas confondre le cappadocien anatolien avec le grec cappadocien plus tardif, apparu après l'arrivée des Turcs. Les mercenaires Sarmates, Roxolans puis Alains de l'armée utilisent eux aussi des langues iraniennes.

### Langues romanes
Les études byzantines, axées sur l'abandon du latin au profit du grec comme langue officielle, oublient souvent la composante romane de l'Empire byzantin. 
Or en Italie byzantine, en Sicile, en Afrique du nord ou dans la partie byzantine de l'Hispanie, on parle des langues romanes tout comme dans l'intérieur de la péninsule balkanique, où la romanisation des langues illyriennes et thraces a produit respectivement le dalmate et le roman oriental (mentionné par Théophylacte Simocatta et Théophane le Confesseur) à l'origine des langues romanes orientales. 
La papauté byzantine, pour sa part, perpétue l'usage non seulement liturgique, mais épistolaire et civil du latin classique, également utilisé par des lettrés comme Cassiodore.
Plus tardivement, à partir du XIIIe siècle, les colonies de marchands vénitiens et génois établis à Constantinople et dans d'autres ports byzantins, parlent les dialectes de l'Italie du nord correspondants. 
L'annexion des îles Ioniennes et de nombreuses îles Égéennes (dont l'Eubée, la Crète, Chypre) par les Vénitiens, impose dans ces îles l'italien vénitien comme lingua franca, dont il reste de nombreux toponymes et expressions dans le grec local. 
Enfin, l'Empire latin de Constantinople et les états latins d'Orient constitués par les croisés en Grèce, y favorisent l'usage du français médiéval et, en Grèce centrale, du catalan dans les armées et les colonies latines. 
En grec populaire, les Latins sont d'ailleurs dits indistinctement Francs (Φράγκοι) : une désignation plutôt religieuse que linguistique,.

### Langues slaves et turques
À partir du VIe siècle s'ajoutent aux langues aborigènes des Balkans les langues slaves (comme le sorabe qui contribue à l'apparition du serbo-croate et le slavon) ainsi que les langues irano-turques des premiers Bulgares (peuple cavalier de la steppe pontique, de tradition tengriste, qui adopte le slavon et le christianisme) et des Gök-Oğuz (dont se revendiquent les actuels Gagaouzes). 
En Anatolie, à partir du XIe siècle, les turcs commencent à s'installer, à turquiser et à islamiser ses habitants : initialement, c'est en alphabet grec qu'ils écrivent leurs langues. En outre, de nombreux mercenaires de l'Empire, entre autres Antes ou Khazars, sont locuteurs de langues slaves ou turciques,.

### Arménien et langues caucasiennes
En Anatolie orientale, de la Cilicie à la Mer Noire (qui ne s'appelle pas encore ainsi : ce nom est turc, et cette mer s'appelle alors « Pont Euxin ») dominent l'arménien (autre langue indo-européenne) et le laze, proche du géorgien actuel. L'arménien littéraire et liturgique est par ailleurs présent dans la plupart des villes de l'Empire, où vivent des communautés arméniennes.

### Langues d'Orient et d'Afrique du Nord
Le Sud-Est (Syrie, Canaan, et extrême Nord-Ouest de l'Arabie) de l'Empire byzantin, est le domaine de divers dialectes d'araméen, dont le syriaque issu d'Édesse (langue de communication et liturgique des chrétiens sémites de la région), les dialectes mandéens et diverses versions de néo-araméen. 
Dans les villes, ces parlers coexistent avec le grec médiéval. 
En Égypte, la langue vernaculaire est le copte, issu de l'ancien égyptien. À partir du VIIIe siècle, après les guerres perso-byzantines et arabo-byzantines, les longues imprégnations grecques du sud-est de l'Empire (un millénaire, par endroits) et latine en Afrique du nord (plus de six siècles) sont effacées. Les populations sémitiques (Syriens, Cananéens, Nabatéens…) et nord-africaines au sens large (les Égyptiens, et ceux que l'on appelle communément aujourd'hui Berbères) subissent l'arabisation linguistique et culturelle et sont progressivement devenues minoritaires au milieu des arabophones islamisés. 
En revanche le judaïsme hellénistique persiste encore mille ans à travers les « Juifs byzantins » de langue yévanique, suivant le Talmud de Jérusalem et dont les synagogues continuent à utiliser l'hébreu dans le cadre liturgique. Ils sont cependant peu-à-peu assimilés d'abord par les Juifs arabes d'Orient, puis par les Séfarades venus de la péninsule ibérique, passant ainsi au Talmud de Babylone, à la liturgie ladino et à la langue judéo-espagnole. Une minorité finit pas devenir turcophone et musulmane, et quelques centaines de Juifs grecs subsistent au XXIe siècle, après que la majeure part de la communauté a été anéantie par la Shoah.

### Autres langues
À partir du Xe siècle, des mercenaires Varègues, de langue germanique scandinave, servent également dans les forces byzantines ; c'est vraisemblablement l'un d'eux qui a gravé les runes que l'on peut voir sur le lion byzantin actuellement placé à la porte de l'arsenal de Venise. 
Enfin, certaines forces de l'ordre au recrutement multiethnique, comme les Vardariotes (Βαρδαριῶται), ont pu parler des langues iraniennes, finno-ougriennes ou turques,.

## Sources
1. ↑  L'Empire romain d'Orient, auparavant appelé Romania, a été dénommé « Empire byzantin » par Hieronymus Wolf en 1557 et c'est surtout Edward Gibbon qui a popularisé cette dénomination au XVIIIe siècle
2. ↑  Petre Ș. Năsturel, « Problèmes d'histoire et de linguistique » in (ro) Studii şi cercetări de istorie veche, vol. VII, Bucarest 1956.
3. ↑  Franz Dölger, (de) Die Völker im Mittelalter (« Les peuples au Moyen âge »), 1940
4. ↑  Johann Thunmann, (de) Untersuchungen über die Geschichte der östlichen europäischen Völker (« Investigations sur l'histoire des peuples européens de l'est »), 1. Theil, Leipzig, 1874.
5. ↑  A. Budinszky, (de) Die Sprache über Italien und Provinzen des Römischen Reiches (« Les langues en Italie et dans les provinces de l'Empire romain »), Berlin, 1881.
6. ↑  A. Keramopoullos (A. Κεραµóπουλλου), Langues et peuples dans l'Empire byzantin, Athènes, 1939.
7. ↑  Ferdinand Lot, « La langue de commandement dans les armées romaines et le cri de guerre français au Moyen Âge », Mémoires dédiés à la mémoire de Félix Grat, t. I, Paris 1946.
8. ↑  Denis Zakythinos, Byzance : état national ou multi-national ? éd. EKT, Αthènes 1981.
9. ↑  (en) Francis T. Gignac, The Koine is the direct ancestor of medieval and Modern Greek, Oxford University Press, 1993.
10. ↑  C.E. Bosworth, Les dynasties musulmanes, Actes Sud, coll. « Sinbad » 1996.
11. ↑  Fazli Konuş, (tr) Selçuklular Bibliyografyası, Konya 2006,  (ISBN 978-975-8867-88-2).
12. ↑  Iosif M. Oranskij, « Les langues iraniennes » in : Documents et ouvrages de référence no 1, publ. de l'Institut d'études iraniennes de l'Université de la Sorbonne Nouvelle, Klincksieck, Paris 1977  (ISBN 2-252-01991-3).
13. ↑  Alexandru Rosetti, (ro) Istoria limbii române [« Histoire du roumain »], 2 vol., Bucarest, 1965-1969.
14. ↑  Christopher Kleinhenz (ed), Medieval Italy: an Encyclopedia, Routledge, 2004,  (ISBN 0-415-93931-3),  (ISBN 978-0-415-93931-7) Google books.
15. ↑  Clifton R. Fox, (en) What, if anything, is a Byzantine ?, Lone Star College, Tomball 1996 :  vu le 21 oct. 2009
16. ↑  Amin Maalouf, Les Croisades vues par les Arabes, éd. J.-C. Lattès, Paris, 1992  (ISBN 2290119164) - .
17. ↑  Evangelia Balta, (tr) Karamanlı Yazınsal Mirasının Ocaklarında Madencilik, Yapı Kredi Yayınları 2019,  (ISBN 978-975-08-4510-9)
18. ↑  Iaroslav Lebedynsky, Les Nomades - Des peuples nomades de la steppe des origines aux invasions mongoles, Errance, Paris 2003,  (ISBN 9782877726214).
19. ↑  P. M. Barford, (en) The Early Slavs: Culture and Society in Early Medieval Eastern Europe, Cornell University Press 2001,  (ISBN 978-0-801-43977-3)
20. ↑  Claude Mutafian et Eric Van Lauwe, Atlas historique de l'Arménie: Proche-Orient et Sud-Caucase du VIIIe siècle av. J.-C. au XXIe siècle, Autrement, coll. « Atlas Memoires », no 203, mars 2001,  (ISBN 2746701006), pp. 38-43 et 80-81.
21. ↑  Gabriel Camps, « Comment la Berbérie est devenue le Maghreb arabe » in : Revue de l'Occident musulman et de la Méditerranée no 35, 1983, p. 7-24 (p. 15). DOI : 10.3406/remmm.1983.1979, en ligne:
22. ↑  Jewish Languages Research Website art. « Judeo-Greek » :
23. ↑  (en) Marc Baer, « Dönme (Ma'aminim, Minim, Shabbetaim) », Encyclopedia of Jews in the Islamic World,‎ 1er octobre 2010 (lire en ligne, consulté le 9 novembre 2019).
24. ↑  Steven B. Bowman, The Agony of the Greek Jews, 1940-45, Stanford University Press 2009, California,  (ISBN 9780804755849) - The%20Agony%20of%20the%20Greek%20Jews%2C%201940-45%2C%20Stanford%20University%20Press%202009%2C%20California%2C%20%7B%7BISBN%7C9780804755849%7D%7D&f=false
25. ↑  (en) Mark C. Bartusis, The Last Byzantine Army : Arms and Society, 1204-1453, University of Pennsylvania Press, 1997, 438 p. (ISBN 978-0-8122-1620-2, lire en ligne).
26. ↑  (en) Ruth Macrides (trad. du grec ancien), George Akropolites : The History – Introduction, translation and commentary, Oxford, Oxford University Press, 2007, 440 p. (ISBN 978-0-19-921067-1, lire en ligne).